# Sylfest Glimsdal
Sylfest Glimsdal (ur. 9 października 1966 w Fagernes) – norweski biathlonista, trzykrotny medalista mistrzostw świata.

## Kariera
W Pucharze Świata zadebiutował 23 stycznia 1988 roku w Anterselvie, kiedy zajął 12. miejsce w biegu indywidualnym. Tym samym już w debiucie zdobył pierwsze punkty. Na podium zawodów tego cyklu pierwszy raz stanął 21 grudnia 1991 roku w Hochfilzen, kończąc rywalizację w sprincie na drugiej pozycji. W zawodach tych rozdzielił Aleksandra Popowa i swego rodaka - Sverre Istada. W kolejnych startach jeszcze sześć razy stawał na podium, odnosząc przy tym trzy zwycięstwa: 19 marca 1994 roku w Canmore i 16 grudnia 1994 roku w Bad Gastein był najlepszy w sprintach, a 11 grudnia 1997 roku w Östersund wygrał bieg indywidualny. Najlepsze wyniki osiągnął w sezonie 1991/1992, kiedy zajął trzecie  miejsce w klasyfikacji generalnej, za kolejnym Norwegiem - Jonem Åge Tyldumem i Mikaelem Löfgrenem ze Szwecji. W tym samym sezonie zwyciężył też w klasyfikacji sprintu.
Podczas mistrzostw świata w Feistritz w 1989 roku wspólnie z Geirem Einangiem, Gisle Fenne i Eirikiem Kvalfossem zdobył brązowy medal w sztafecie. Na rozgrywanych trzy lata później mistrzostwach świata w Nowosybirsku reprezentacja Norwegii w składzie: Frode Løberg, Jon Åge Tyldum, Sylfest Glimsdal i Gisle Fenne zdobyła srebrny medal w biegu drużynowym. W tej samej konkurencji razem z Egilem Gjellandem, Halvardem Hanevoldem i Ole Einarem Bjørndalenem wywalczył złoty medal podczas mistrzostw świata w Hochfilzen/Pokljuce w 1998 roku. Był też między innymi szósty w sprincie podczas MŚ 1989 i dziewiąty w biegu indywidualnym na mistrzostwach świata w Anterselvie w 1995 roku.
W 1988 roku wystartował na igrzyskach olimpijskich w Calgary, zajmując 39. miejsce w biegu indywidualnym. Na rozgrywanych cztery lata później igrzyskach w Albertville wziął udział tylko w sprincie, kończąc rywalizację na 24. pozycji. Brał też udział w igrzyskach olimpijskich w Lillehammer w 1994 roku, gdzie zajął 9. miejsce w biegu indywidualnym i 53. miejsce w sprincie.

## Osiągnięcia

### Igrzyska olimpijskie
| Rok  | Miejscowość | Konkurencje | Konkurencje | Konkurencje | Konkurencje | Konkurencje | Konkurencje | Konkurencje |
| Rok  | Miejscowość | IN          | SP          | PU          | MS          | RL          | MR          | SR          |
| ---- | ----------- | ----------- | ----------- | ----------- | ----------- | ----------- | ----------- | ----------- |
| 1988 | Calgary     | 39.         | –           | nd.         | nd.         | –           | nd.         | –           |
| 1992 | Albertville | –           | 24.         | nd.         | nd.         | –           | nd.         | –           |
| 1994 | Lillehammer | 9.          | 53.         | nd.         | nd.         | –           | nd.         | –           |

### Mistrzostwa świata
| Rok  | Miejscowość         | Konkurencje | Konkurencje | Konkurencje | Konkurencje | Konkurencje | Konkurencje | Konkurencje |
| Rok  | Miejscowość         | IN          | SP          | PU          | MS          | RL          | MR          | SR          |
| ---- | ------------------- | ----------- | ----------- | ----------- | ----------- | ----------- | ----------- | ----------- |
| 1989 | Feistritz           | 44.         | 27.         | nd.         | nd.         | 3.          | nd.         | –           |
| 1992 | Nowosybirsk         | nd.         | nd.         | nd.         | nd.         | nd.         | nd.         | –           |
| 1993 | Borowec             | 4.          | 4.          | nd.         | nd.         | 9.          | nd.         | –           |
| 1994 | Canmore             | nd.         | nd.         | nd.         | nd.         | nd.         | nd.         | –           |
| 1995 | Anterselva          | 9.          | 68.         | nd.         | nd.         | –           | nd.         | –           |
| 1997 | Osrblie             | –           | 69.         | –           | nd.         | –           | nd.         | –           |
| 1998 | Hochfilzen/Pokljuka | nd.         | nd.         | –           | nd.         | nd.         | nd.         | –           |
| 1999 | Kontiolahti/Oslo    | 17.         | 17.         | 30.         | 13.         | –           | nd.         | –           |

### Puchar Świata

#### Miejsca w klasyfikacji generalnej
| Sezon     | Miejsce |
| --------- | ------- |
| 1987/1988 | 47.     |
| 1988/1989 | -       |
| 1989/1990 | 75.     |
| 1990/1991 | 39.     |
| 1991/1992 | 3.      |
| 1992/1993 | 19.     |
| 1993/1994 | 13.     |
| 1994/1995 | 28.     |
| 1995/1996 | -       |
| 1996/1997 | 34.     |
| 1997/1998 | 24.     |
| 1998/1999 | 18.     |
| 1999/2000 | 38.     |

#### Miejsca na podium chronologicznie
| Lp. | Dzień       | Rok  | Miejscowość | Konkurencja                | Lokata | Pudła   | Czas biegu | Strata | Zwycięzca             |
| --- | ----------- | ---- | ----------- | -------------------------- | ------ | ------- | ---------- | ------ | --------------------- |
| 1.  | 21 grudnia  | 1991 | Hochfilzen  | Sprint na 10 km            | 3.     | 1+1     | 31:50,8    | +6,3   | Aleksandr Popow       |
| 2.  | 12 marca    | 1992 | Fagernes    | Sprint na 10 km            | 3.     | 1+2     | 30:54,0    | +28,0  | Patrice Bailly-Salins |
| 3.  | 19 marca    | 1992 | Nowosybirsk | Bieg indywidualny na 20 km | 2.     | 0+0+1+2 | 56:41,1    | +20,2  | Wolfgang Perner       |
| 4.  | 19 marca    | 1994 | Canmore     | Sprint na 10 km            | 1.     | 0+0     | 26:22,2    | –      | –                     |
| 5.  | 16 grudnia  | 1994 | Bad Gastein | Sprint na 10 km            | 1.     | 0+0     | 29:41,5    | –      | –                     |
| 6.  | 11 grudnia  | 1997 | Östersund   | Bieg indywidualny na 20 km | 1.     | 0+1+0+0 | 49:19,0    | –      | –                     |
| 7.  | 16 stycznia | 1999 | Ruhpolding  | Sprint na 10 km            | 2.     | 0+0     | 24:42,6    | +5,9   | Ołeksij Ajdarow       |